# Календарный метод
Календарный метод контрацепции, также метод Огино-Кнауса — один из методов естественного планирования семьи. Метод заключается в высчитывании предположительной даты овуляции и воздержание от половых контактов в фертильные дни, хотя может использоваться и по обратному назначению, то есть, в фертильные дни делается все для обеспечения полового сношения.
Календарный метод является одним из самых ненадёжных методов контрацепции — индекс Перля составляет от 9 до 40 (количество забеременевших женщин из 100, предохранявшихся этим методом), поэтому следует пользоваться другими, более эффективными способами предохранения, такими как гормональная контрацепция или презервативы. Для приверженцев естественных методов контрацепции наилучшей альтернативой является симптотермальный метод, основанный на более точном определении овуляции с помощью наблюдения за изменениями базальной температуры и консистенции цервикальной слизи.

## Описание метода Огино-Кнауса
Продолжительность жизни сперматозоидов во влагалище составляет лишь несколько часов, в то время как в шейке матки — 2-3 суток, в некоторых случаях до недели. Яйцеклетка может быть оплодотворена в течение 24-х часов после её выхода из яичника (овуляции).
Для успешного применения календарного метода контрацепции следует вести календарь менструальных циклов на протяжении года. Календарный метод не подходит женщинам с нерегулярными менструальными циклами.
По методу Огино-Кнауса фертильные («опасные») дни, благоприятные для зачатия, можно рассчитать по формуле:
- начало фертильного периода = длительность самого короткого из циклов минус 18 дней,
- конец фертильного периода = длительность самого длинного из циклов минус 11 дней.

К примеру, наблюдения за последними 12 циклами дали результаты: самый короткий цикл — 26 дней, самый продолжительный — 32 дня. Таким образом, дни с 8 по 21 день цикла (1-м днём цикла считается первый день менструации) являются благоприятными для зачатия. В целях предохранения от беременности в эти дни следует воздержаться от половых актов или использовать дополнительные методы контрацепции, такие как презерватив или спермициды. С 1 по 8 день и с 21 дня до конца цикла можно не предохраняться.

## История
Метод назван по именам японского гинеколога Кюсаку Огино и австрийского гинеколога Германа Кнауса. Огино разработал в 1920-х метод для расчёта благоприятных для зачатия дней при планировании беременности. Он указывал на ненадёжность метода и поэтому не рекомендовал его в качестве метода контрацепции. Австриец Кнаус несколько доработал метод для использования его в качестве метода предохранения от беременности и представил его впервые на конгрессе акушеров-гинекологов в Лейпциге в 1928 году.
В 1951 году папа римский Пий XII назвал метод Огино-Кнауса единственным возможным методом контрацепции для приверженцев римско-католической церкви. Благодаря этому факту и из-за большой ненадёжности метода, календарный метод также иногда называют «ватиканской рулеткой».

## Критика
- метод не подходит женщинам с нерегулярными менструальными циклами, поскольку невозможно рассчитать дату овуляции заранее без использования дополнительных средств
- в некоторых случаях сперматозоиды могут оставаться жизнедеятельными более длительный период времени — в случае, если циклы довольно короткие, это может привести к беременности даже во время половых контактов во время менструации
- индекс Перля составляет 9-40

## Применение
На основе календарного метода австрийский врач-гинеколог Мария Хенгстбергер разработала так называемое «контрацептивное ожерелье» для женщин из стран третьего мира, не имеющих денег для покупки контрацептивных средств. Такое ожерелье состоит из бусинок, раскрашенных в разные цвета, при этом количество бусинок соответствует средней длительности циклов у носительницы ожерелья. Первые 3-5 бусинок окрашены в красный цвет и обозначают менструацию. В середине ожерелья находятся голубые бусинки (ассоциация с водой, плодовитостью), обозначающие дни, когда следует воздержаться от секса. Все остальные бусинки выкрашены в жёлтый цвет («засуха») и обозначают нефертильный период цикла. На ожерелье надевается небольшое резиновое колечко, которое следует каждый день передвигать на следующую бусинку. Таким образом, женщина может распознать, в какой фазе цикла она сейчас находится и соответственно скорректировать свою половую жизнь.
Также получили распространение компьютерные программы для расчёта менструации, которые автоматически высчитывают «опасный» период на основе последних циклов.